# Spooky Lady's Sideshow
Spooky Lady's Sideshow è un album di Kris Kristofferson, pubblicato dalla Monument Records nel marzo del 1974.

## Tracce
Brani composti da Kris Kristofferson, eccetto dove indicato
Lato A
1. Same Old Song – 3:15
2. Broken Freedom Song – 5:23
3. Shandy (The Perfect Disguise) – 3:37
4. Star Spangled Bummer (Whores Die Hard) – 3:31
5. Lights of Magdala – 3:40 (Larry Murray)
6. I May Smoke Too Much – 3:06

Durata totale: 22:32
Lato B
1. One for the Money – 3:00
2. Late Again (Gettin' Over You) – 3:25
3. Stairway to the Bottom – 3:25
4. Rescue Mission – 3:21 (Bob Neuwirth, Kris Kristofferson, Roger McGuinn, Seymour Cassell)
5. Smile at Me Again – 3:32 (Kris Kristofferson, Stephen Bruton)
6. Rock and Roll Time – 4:54 (Bob Neuwirth, Kris Kristofferson, Roger McGuinn)

Durata totale: 21:37

## Musicisti
- Kris Kristofferson - chitarra a cinque corde, chitarra a undici corde, voce
- Jerry McGee - chitarra acustica, chitarra elettrica, sitar, armonica, dobro
- Mike Utley - tastiere
- Jackie Kelso - sassofono
- Jim Horn - sassofono
- Chuck Findley - trombone
- Dick Hyde - trombone, tuba
- Lee Sklar - basso
- Sammy Creason - batteria
- Bobbye Hall - percussioni
- Rita Coolidge - accompagnamento vocale, coro
- Herb Pederson - accompagnamento vocale, coro
- Larry Murray - accompagnamento vocale, coro
- John Beland - accompagnamento vocale, coro
- Terry Paul - accompagnamento vocale, coro
- Mike Utley - accompagnamento vocale, coro
- Jerry McGee - accompagnamento vocale, coro
- Bobby Neuwirth - voce (con Kris Kristofferson nel brano: Rescue Mission)
- Delbert, Glenn, Stephen Bruton e Kris Kristofferson - voci (brano: Broken Freedom Song)

Note aggiuntive
- David Anderle - produttore, ingegnere al remissaggio (Sunset Sound Studio)
- Brian Dall'Armi - ingegnere del suono e al remissaggio (Sunset Sound Studio)
- John Haeny - ingegnere del suono (Sunset Sound Studio)
- Tommy Vicari - ingegnere del suono (Sound Labs Studio)
- Kent Nebergall - ingegnere del suono (Sound Labs Studio)
- Read Stanley - ingegnere del suono (Sound Labs Studio)
- Doug Sax - masterizzazione